# D-tecnoLife
「D-tecnoLife」（ディー・テクノライフ）は、日本のロックバンド・UVERworldの1作目のシングル。

## 概要
メジャーデビューシングル。表題曲はテレビアニメ『BLEACH』のオープニングテーマに使用された。オリコンデイリーチャート初登場6位、ウィークリーチャート初登場4位を獲得。メジャーデビュー作品にしてトップ5入りを果たした。

## 収録曲
| 全作詞・作曲: TAKUYA∞。 |                           |           |            |                   |      |
| #                       | タイトル                  | 作詞      | 作曲・編曲 | 編曲              | 時間 |
| 1.                      | 「D-tecnoLife」           | TAKUYA∞   | TAKUYA∞    | 平出悟、UVERworld | 3:53 |
| 2.                      | 「Mixed-Up」              | TAKUYA∞   | TAKUYA∞    | UVERworld         | 2:46 |
| 3.                      | 「ai ta 心」              | TAKUYA∞   | TAKUYA∞    | UVERworld         | 3:31 |
| 4.                      | 「D-tecnoLife (TV size)」 | TAKUYA∞   | TAKUYA∞    | 平出悟、UVERworld | 1:27 |
| 合計時間:               | 合計時間:                 | 合計時間: | 11:37      |                   |      |

### 解説
1. D-tecnoLife
タイトルは克哉が命名した造語。「D」はドライブ、「tecno」はテクニックを訳しており、「格好いい人生を追い求める」という意味がある。
レコーディング作業はかなり難航したようで、メンバー曰く「前半の流れがしっくりこなくて何回もやり直したが、それでも上手くいかずしばらくお蔵入りしていた」という。紆余曲折を経てTAKUYA∞が歌入れしミキシングも終わって最終のマスタリングをすれば完成する予定だったが、「どこか人から借りてきたような言葉になって自分の中に入ってこなかった」「ミキシングをした楽曲を聴いても変わらず、自分が納得していない楽曲がリスナーに伝わるわけがない」といった理由からスタッフにやり直しを志願したという逸話がある[3]。
間奏ではTAKUYA∞がヒューマンビートボックスを披露している。
2. Mixed-Up
3. ai ta 心
1stアルバム『Timeless』にて、歌詞・アレンジを一部変更しアルバムバージョンとして収録された。
4. D-tecnoLife (TV size)
表題曲が使用されているテレビアニメでのショートサイズバージョン。

## 参加ミュージシャン
UVERworld
- TAKUYA∞：Vocal & Programming
- 克哉：Guitar
- 彰：Guitar
- 信人：Bass
- 真太郎：Drums

## タイアップ
- テレビ東京系列アニメ『BLEACH』第2オープニングテーマ (#1,4)

## 収録アルバム
- Timeless (#1,1 Album Version,3 Album Version)
- Neo SOUND BEST (#1)